# Южный мост (Днепр)
Ю́жный мост (укр. Півде́нний міст) — автомобильный мост в Днепре. Соединяет жилмассивы Приднепровск и Победа.

## История
Строился этапами с 1982 по 1993 годы и с 1998 по 2000 годы.
Открыт в декабре 2000 года. Является частью восточной дуги объездной дороги вокруг города Днепр, которая находится в стадии строительства.
Основной задачей моста является разгрузка трёх остальных мостов города и соединение южной и юго-восточной частей города с жилым массивом Приднепровском, раньше добраться в Приднепровск можно было лишь через Усть-Самарский мост, что на северо-восточной окраине города.